# Regionale 2006

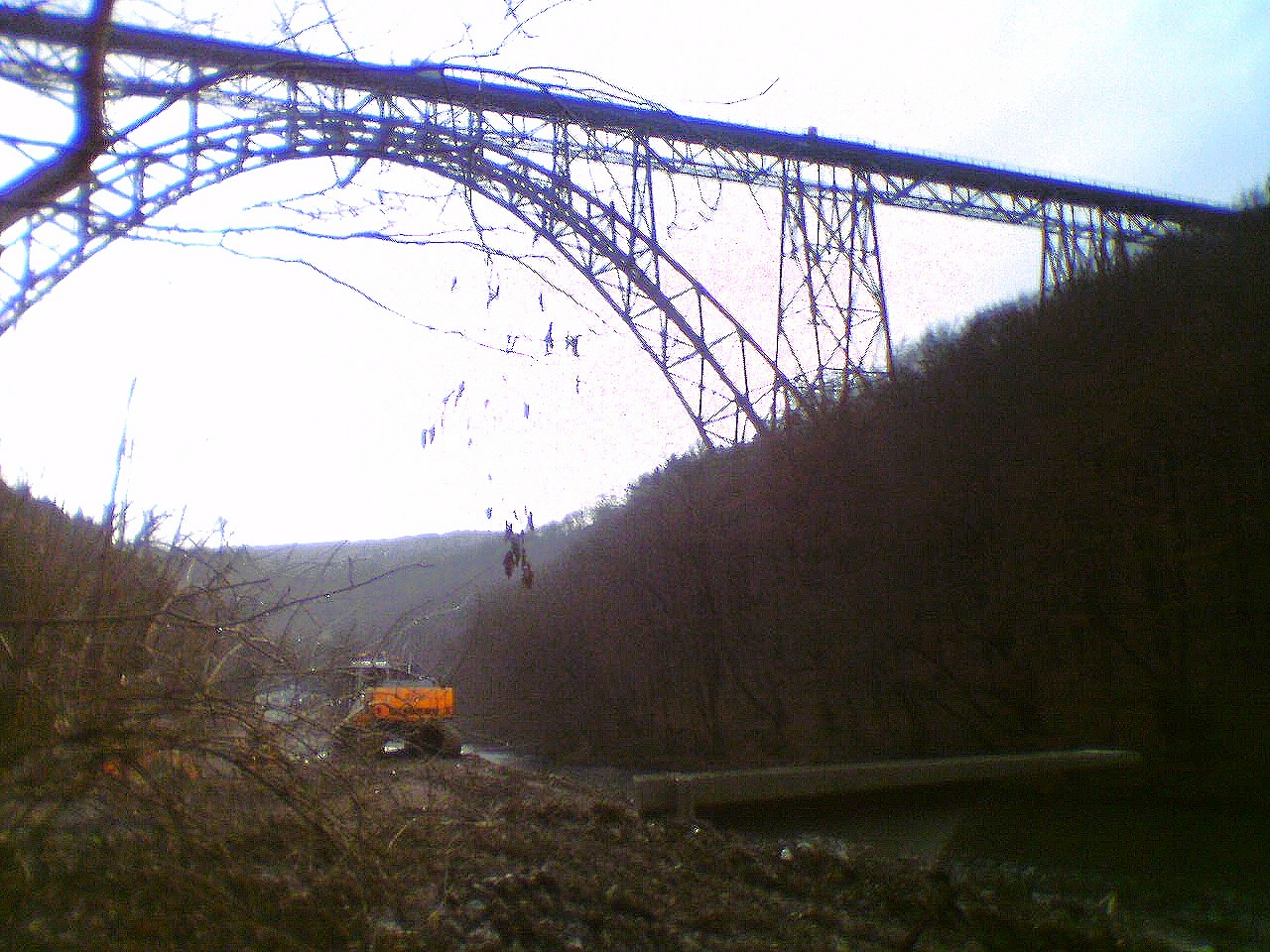
Baustelle der Schwebefähre am Brückenpark Müngsten, 21. Jan 2006

Die Regionale 2006 war ein gemeinsames Arbeitsprogramm der drei Bergischen Städte Remscheid, Solingen und Wuppertal mit dem Ziel, den regionalen Strukturwandel bis zum Jahr 2006 zu fördern. Sie wurde wie die vorhergehende Regionale 2004 vom Land Nordrhein-Westfalen gefördert.
Das Ziel der drei Großstädte des Bergischen Städtedreiecks war es, den Strukturwandel in der Region zu Beginn des neuen Jahrtausends voranzutreiben. Regionale Stärken und Eigenarten sollten besser herausgearbeitet, Schwächen korrigiert werden. Den Prozess der Regionale 2006 organisierte ein großes Netzwerk von Sachverständigen aus Politik, Verwaltung, Wissenschaft und Institutionen der Region.
Die meisten der realisierten Projekte waren im Jahr 2006 nutzbar, es gab jedoch auch darüber hinausgehende. In einer Leistungsschau, der Bergischen Expo, präsentierte sich die Region dann im gleichen Jahr als Wirtschaftsraum und touristisch interessante Städteregion. Der Strukturwandel für das Bergische Städtedreieck war mit der Regionale 2006 jedoch nicht abgeschlossen und wurde danach weiter vorangetrieben.

## Chronik und Entwicklung zur Regionale 2006
1997
Das Land Nordrhein-Westfalen ruft die Städte und Kreise des Landes auf, sich zu integrativen Regionen zusammenzufinden. Mit der Vorlage eines Entwicklungskonzeptes, das insbesondere kulturelle und naturräumliche Schwerpunkte setzt, sollen sich Regionen bewerben. An die Verleihung des Titels „Regionale“ ist die Förderung durch das Land NRW gebunden.
1998
Remscheid, Solingen und Wuppertal bewerben sich mit einem gemeinsamen Memorandum beim Land NRW zur Regionale 2006. Das Regionalbüro Bergisches Städtedreieck hat die Bewerbung erstellt.
1999
Das Landeskabinett entscheidet positiv: Die Regionale 2006 wird an das Bergische Städtedreieck vergeben.
Ende 2000
Die Regionale 2006 Agentur GmbH als Koordinierungsstelle nimmt ihre Arbeit auf.
Anfang 2001
Leitthemenkommissionen nehmen ihre Arbeit auf und definieren die zentralen Themen, mit denen sich die Regionale 2006 befassen soll.
31. Mai 2001
Der Regionale Beirat als Entscheidungsgremium tagt zum ersten Mal.
Ende 2001
Die strategische Ausrichtung der Regionale 2006 ist abgeschlossen.
Frühjahr 2002
Die städtischen Schwerpunktprojekte sind beschlossen, eine erste Projektliste wird verabschiedet. Die Projekte gehen auf Grundlage vieler bisher erstellter Studien, Planungen und Gutachten in die Konkretisierungsphase.
November 2003
Das Programm der drei Städte Remscheid, Solingen und Wuppertal zur Regionale 2006 wird als Gesamtpaket anerkannt. Das Land Nordrhein-Westfalen sagt die Förderung der darin enthaltenen Projekte zu.

## Die regionalen Themen und Projekte

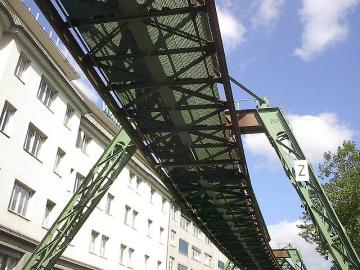
Trasse der Wuppertaler Schwebebahn

Brückenpark Müngsten
Die Stelle, an der die Müngstener Brücke das Tal der Wupper überspannt, liegt im Zentrum des Bergischen Städtedreiecks. Für die einst prosperierende Industrie, für ausgezeichnete Ingenieurleistungen sowie für die Bezwingung von Berg- und Tallandschaft steht die mit 107 Metern höchste Eisenbahnbrücke Deutschlands, die heute immer noch genutzt wird. Dort wurden durch großflächige Neugestaltungen und kreative Ideen, vor allem zur Förderung des Tourismus, umgesetzt und der Ort attraktiver gemacht, der Brückenpark entstand. Beispiele dafür sind eine Aussichtsplattform, eine Liegewiese und eine Schwebefähre über die Wupper.
Der „Bergische Ring“
In der Region findet sich eine große Dichte ungewöhnlicher Verkehrsmittel: Oberleitungsbusse, die Wuppertaler Schwebebahn, historische Straßenbahnen,  Oldtimerbusse und alte Schienenbusse. Diese Verkehrsmittel sind in einer für Touristen interessanten Rundfahrt kombiniert worden.
Kompetenz hoch 3 – Zukunft für die Talente der Region
Dies ist der Titel einer Reihe von sogenannten Kompetenzzentren, die in jeder der drei Städte als Transferstelle der Wirtschaft und der Hochschule installiert wurden. Dort finden seither Weiterbildungen und Präsentationen statt. In Solingen etwa entstand ein solches Kompetenzzentrum für Produktdesign unter anderem für die Schneidwarenbranche.
Lebendige Unternehmenskultur – Die Bergischen Unternehmen im Strukturwandel
So lautete der Titel einer Initiative, die das in der Region vorhandene Engagement von Unternehmen in Richtung Zukunft mobilisiert hat. Strukturwandel sollte nicht ausschließlich öffentliche Angelegenheit sein. So wurden und werden unternehmerische Projekte unterstützt, die auch für Stadt und Region einen Mehrwert bringen: wenn Kooperationen innerhalb des Bergischen Städtedreiecks eingegangen werden, wenn durch qualitätvolle Produkte der Name der Region in die Welt getragen wird oder wenn damit ein kulturelles und soziales Engagement verbunden ist.
Erlebnis Industriekultur – auf den Spuren der Industriegeschichte
Diese Initiative arbeitete daran, die Industriekultur der Region besser für den Tourismus nutzbar machen

## Die Entwicklungsschwerpunkte in den Städten

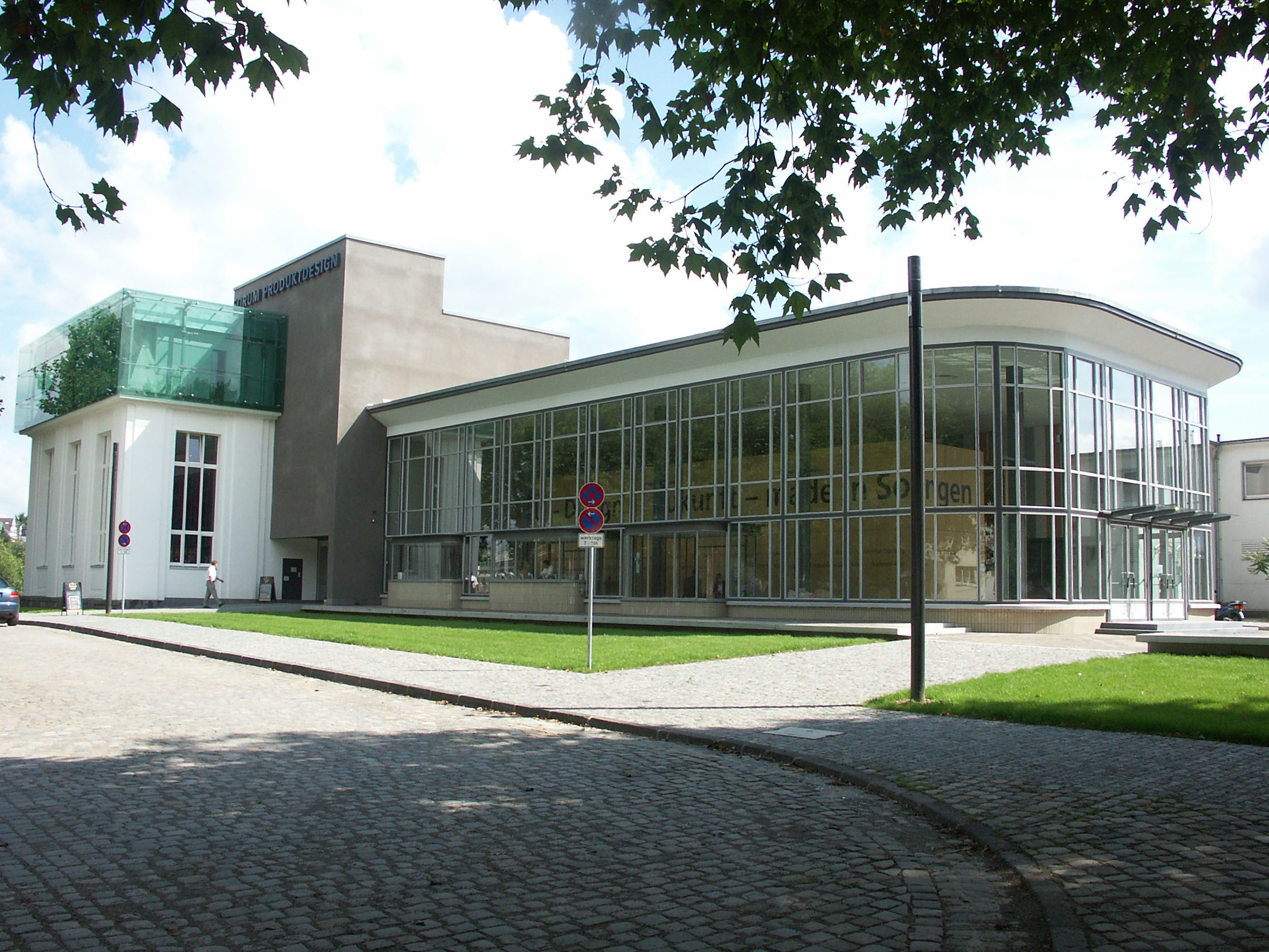
Empfangsgebäude des ehemaligen Solinger Hauptbahnhofes, inzwischen vom Forum Produktdesign genutzt

Neben den gemeinsamen Projekten bearbeitete auch jede Stadt für sich ein Schwerpunktprojekt der Stadtentwicklung. Damit sollte der Strukturwandel auch vor Ort sichtbar werden:
In Solingen sollte die südliche Innenstadt mit den vielen Bahn- und Industriebrachflächen und dem alten Hauptbahnhof zu einem lebenswerten Stadtteil entwickelt werden. Das Motto lautete „Wohnen und Arbeiten in Citynähe mit viel Grün“. Im Mittelpunkt stand dabei der alte Bahnhof, dem eine ganz neue Funktion zukam: Dort entstand das sogenannte Forum Produktdesign – ein Forum für Solinger Unternehmen, mit einem An-Institut der Bergischen Universität, mit Ausstellungsflächen und als Anlaufstelle für Weiterbildung und Kooperation. Darüber hinaus wurden die alten Güterhallen zu Künstlerateliers umgebaut, in deren Kopfbau entstand das Museum Plagiarius, das auf industrielle Plagiate aller Art aufmerksam machen möchte. Das alte Bahngelände wurde zur Parkanlage Südpark umgestaltet und in einem an das Bahnhofsgelände angrenzenden Industrieareal die Musikschule Solingen untergebracht.  
Remscheid konzentrierte sich ebenfalls auf die Entwicklung der Stadt rund um den Bahnhof. Die brachgefallenen Bahnflächen wurden ebenfalls zu einem lebendigen Stadtteil mit Büros und Freizeiteinrichtungen entwickelt. Ein Kompetenzzentrum, das sich mit dem Thema Metallver- und -bearbeitung beschäftigt, gehörte ebenso zu Remscheids Entwicklungsaufgaben. Am neuen Hauptbahnhof wurde zudem ein Schaufenster der Remscheider Wirtschaft integriert.
Wuppertal konzentrierte sich mit seiner Entwicklungsarbeit auf den städtischen Talraum entlang der Wupper: Hierin lagen die Investitionsschwerpunkte Döppersberg, Kulturachse Barmen und der Wuppertaler Zoo. Das Nebeneinander von Wohnen, Arbeiten und Kultur wurde gefördert und erhielt hierzu durch ein Freiraum-Programm Qualitätsimpulse. Mitten in Wuppertal sind viele Dienstleister im Medien- und Eventbereich angesiedelt. In diesen Bereichen wurden Kooperationen gefördert und Räume zur Verfügung gestellt, in denen sie expandieren konnten.

## Einzelprojekte in Wuppertal

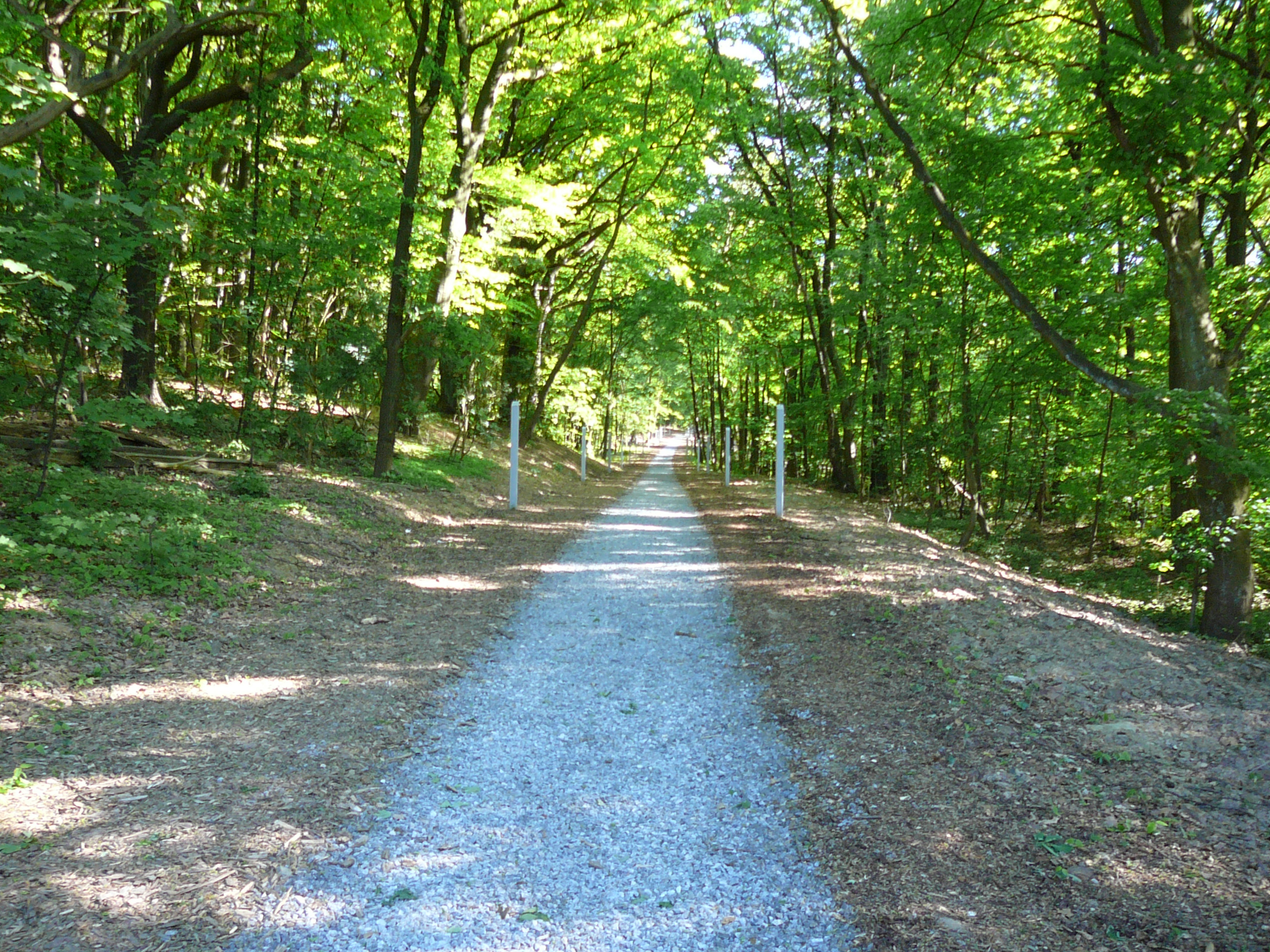
Die Visualisierung der Trasse der Barmer Bergbahn in den Barmer Anlagen

Folgende Projekte wurden in Wuppertal im Einzelnen verwirklicht:
- Verkehrsknotenpunkt Döppersberg
  - Straßenbau Döppersberg / Südstraßenring – Neue Einteilung sowie Neugestaltung und Verlegung der Bushaltestellen, darunter auch Wuppertal Hbf/Döppersberg
  - Städtebauliche Maßnahmen
    - Freiraum Wupperufer – Neugestaltung des Wupperufers neben dem bisherigen Busbahnhof
    - Bahnhofsvorplatz – Durch die Verlegung des Busbahnhofes wird auch der Vorplatz mittels einer „Mall“ neugestaltet
    - Anpassung DB-Empfangsgebäude – Renovierung und Neugestaltung des DB-Empfangsgebäudes am Döppersberg
    - Busbahnhof – Der Busbahnhof wird knapp neben die Gleise der DB verlegt und vollkommen überdacht bzw. richtungsbezogen eingerichtet

- Kulturachse Barmen
  - Städtebauliche Neugestaltungen
    - Engelsgarten und Umfeld – Der „Mini-Park“ wird neu gestaltet und touristenfreundlicher gemacht
    - Pavillon am Historischen Zentrum – Das Engels-Museum erhält einen neuen Besucher-Pavillon
    - Opernvorplatz – Im Zuge der Opern-Renovierung wird auch der Vorplatz vollkommen neu gestaltet
    - Immanuelskirche – Neugestaltung des Vorplatzes

  - Neugestaltung Bahnhofsvorplatz Barmen – Der Vorplatz und die Haltestellen-Einteilung wird kundenfreundlicher
- Freizeitschwerpukt Zoo / Stadion / Sambatrasse
  - Erweiterung des Zoologischen Garten
    - Neugestaltung Haupteingang – Der Eingang zum Zoo wird moderner und übersichtlicher
    - Neues Großkatzen-Gehege – Die Großkatzen erhalten ein neues, großes Gehege mit Besucher-Brücke

  - Städtebauliche Anbindung Talachse
  - Fuß- und Radweg Sambatrasse
    - Neugestaltung Vorplatz der Haltestelle Zoo/Stadion
    - Umwandlung der ehemaligen Bahnstrecke zum Radweg
- Freiraumprogramm Talachse
  - Gestaltung Wupperufer – Neugestaltung, Großteils für Kinder
  - Historische Parkanlagen
    - Qualifizierung der Historischen Parkanlagen

  - Türme anbinden und Routen qualifizieren
    - Die Wuppertaler Türme werden an die Fahrrad-Routen angebunden
    - Die Rad- und Wanderrouten werden an die im Ruhrgebiet angebunden